# Xã Pleasant Run, Quận Lawrence, Indiana
Xã Pleasant Run (tiếng Anh: Pleasant Run Township) là một xã thuộc quận Lawrence, tiểu bang Indiana, Hoa Kỳ. Năm 2010, dân số của xã này là 1.883 người.